# Geoffroy-Klammeraffe
Der Geoffroy-Klammeraffe (Ateles geoffroyi) ist eine Primatenart aus der Familie der Klammerschwanzaffen (Atelidae). Er lebt in Mittelamerika und ist in seinem Bestand bedroht. Der Name ehrt den französischen Zoologen Étienne Geoffroy Saint-Hilaire.

## Merkmale
Wie alle Klammeraffen haben Geoffroy-Klammeraffen einen schlanken Körper mit langen, dünnen Gliedmaßen und einen langen Schwanz. Die Kopf-Rumpf-Länge der Männchen beträgt 39 bis 63 Zentimeter, die der Weibchen 31 bis 45 cm. Der Schwanz ist länger als der Körper und wird bei den Männchen 70 bis 86 Zentimeter und bei den Weibchen 64 bis 75 cm lang. Er ist als Greifschwanz ausgebildet, der hintere Teil der Unterseite ist unbehaart. Männchen sind mit 7,4 bis 9 Kilogramm etwas schwerer als Weibchen, die 6 bis 8 Kilogramm erreichen. Die Fellfärbung ist äußerst variabel und kann von rötlichbraun über dunkelbraun bis schwärzlich variieren, der Bauch und die Innenseite der Gliedmaßen sind heller. Charakteristisch sind die dunklen Hände und Füße. Ebenfalls dunkel ist das Gesicht. Lange, nach vorn gerichtete Nackenhaare bilden eine Art Haube, die in Form eines dreieckigen Kamms über den Augenbrauen endet.

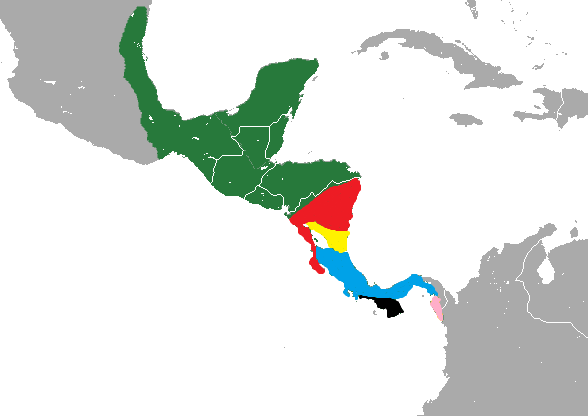
Ateles geoffroyi vellerosus
Ateles geoffroyi frontatus
Ateles geoffroyi geoffroyi
Ateles geoffroyi ornatus
Ateles geoffroyi azuerensis
Ateles geoffroyi grisescens

## Verbreitung und Lebensraum
Geoffroy-Klammeraffen leben in Mittelamerika und haben damit das nördlichste Verbreitungsgebiet aller Klammeraffen. Ihr Verbreitungsgebiet erstreckt sich vom östlichen Mexiko bis nach Panama. Ihr Lebensraum sind Wälder, sie kommen in verschiedenen Waldtypen vor, hauptsächlich in Tieflandregenwäldern, aber auch in laubwerfenden Wäldern, Nebelwäldern und Mangroven.

## Lebensweise

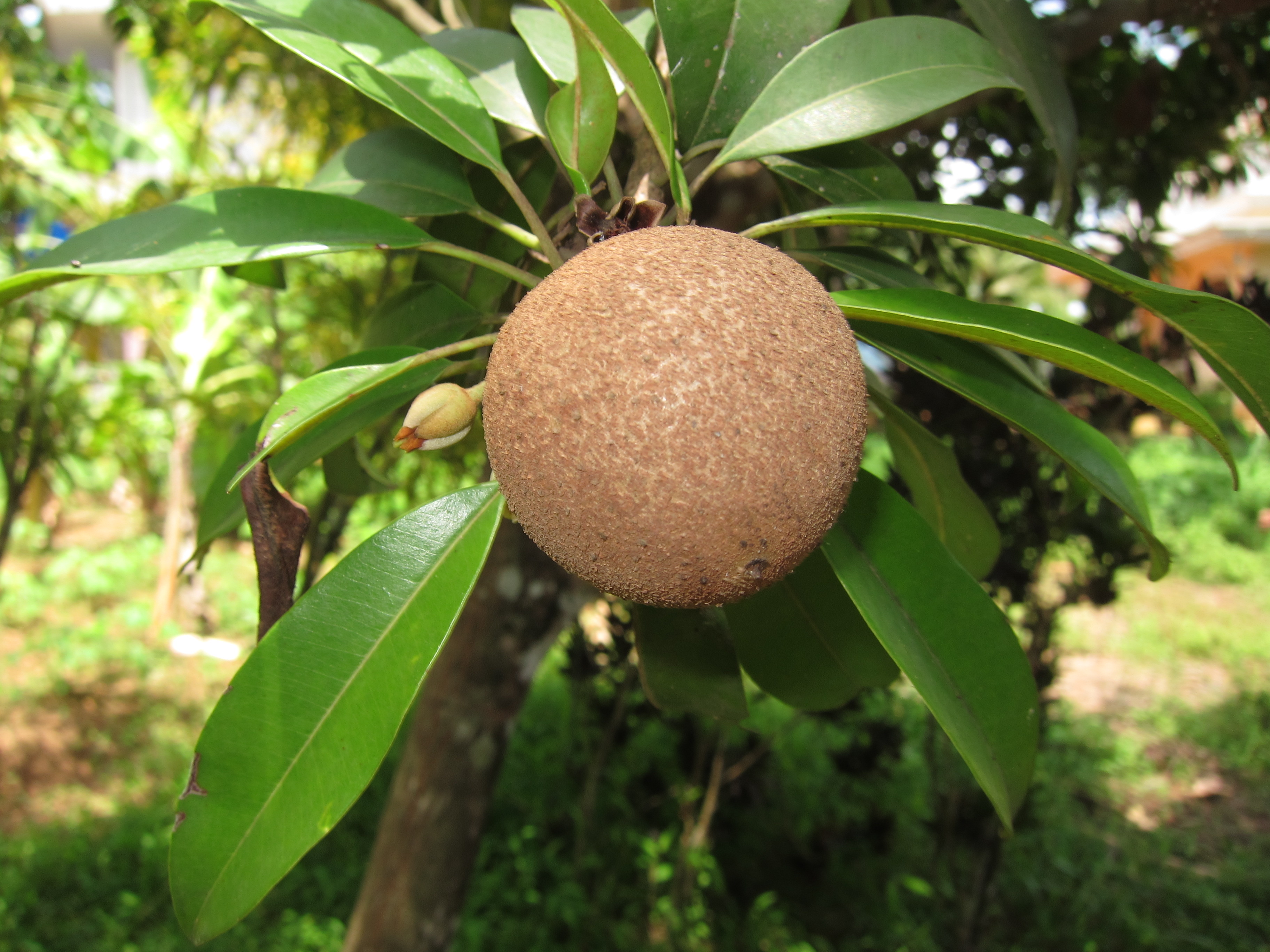
Frucht des Breiapfelbaums

Diese Primaten sind tagaktive Baumbewohner, die sich meist in der oberen Kronenschicht aufhalten. Sie sind geschickte und schnelle Kletterer, die Fortbewegung erfolgt auf allen vieren oder durch Schwinghangeln, wobei sie am Schwanz ebenso wie an einzelnen Gliedmaßen hängen können.
Sie leben in territorialen Gruppen von 16 bis über 40 Tieren und kommunizieren untereinander mit lauten, bellenden Rufen. Die Territorien haben eine je nach Nahrungsangebot unterschiedliche Größe, z. B. 42 ha bei einer 42 Individuen umfassenden Gruppe im costa-ricanischen Nationalpark Santa Rosa oder 960 ha bei einer 20 bis 24 Tiere großen Gruppe auf der Insel Barro Colorado. Auf Nahrungssuche streifen sie in kleinen Untergruppen täglich durch ihr Territorium und legen dabei Entfernungen zwischen 460 und 2400 Metern zurück, wobei die größten Entfernungen während der beginnenden Trockenzeit überwunden werden, wenn das Früchteangebot gering ist. Innerhalb der hierarchischen Gruppen dominieren die Männchen die Weibchen. Weibchen bewegen sich allein oder bilden Untergruppen mit ihrem Jungtier oder anderen halberwachsenen Tieren. Männchen bilden Gruppen wenn sie sich der Reviergrenze nähern. Untergruppen aus Männchen und Weibchen werden vor allem beobachtet, wenn die Weibchen empfangsbereit sind. Die Populationsdichte kann relativ hoch sein und z. B. bei der Unterart A. g. yucatanensis 24 bis 90 Individuen pro km² betragen.

## Ernährung
Geoffroy-Klammeraffen sind Pflanzenfresser, die sich vorrangig von Früchten ernähren. Daneben nehmen sie Blätter und andere Pflanzenteile zu sich. In einer neun Monate dauernden Studie, die im guatemaltekischen Tikal-Nationalpark in Petén durchgeführt wurde, wurden die Ernährungsgewohnheiten des Geoffroy-Klammeraffen genauer untersucht. Früchte hatten dort einen Anteil von 84 % an der aufgenommenen Nahrung, 57 % stammten vom Brotnussbaum (Brosimum alicastrum). Außerdem wurden die Früchte des Breiapfelbaums (Manilkara zapota), einer Feigenart, Mombinpflaumen (Spondias), sowie die Früchte von Cupania prisca und Dendropanax arboreus verspeist. Von den aufgenommenen Blättern waren 61 % junge Blätter und von den gefressenen, ausgereiften Blättern gehörten 68 % zum Brotnussbaum. Tierische Nahrung wird nur wenig verspeist (2 % Raupen und 1,4 % Käfer). Wie man bei der Untersuchung von fallen gelassenen Früchten der Mombinpflaume feststellte, bevorzugen die Tiere überreife, schon leicht vergärte Früchte mit einem hohen Zuckergehalt und einem geringen Alkoholgehalt (1–2 %). Diese Früchte haben einen höheren Brennwert, zudem  erleichtert der Alkoholgeruch eventuell das Auffinden der Nahrung aus einer größeren Entfernung.

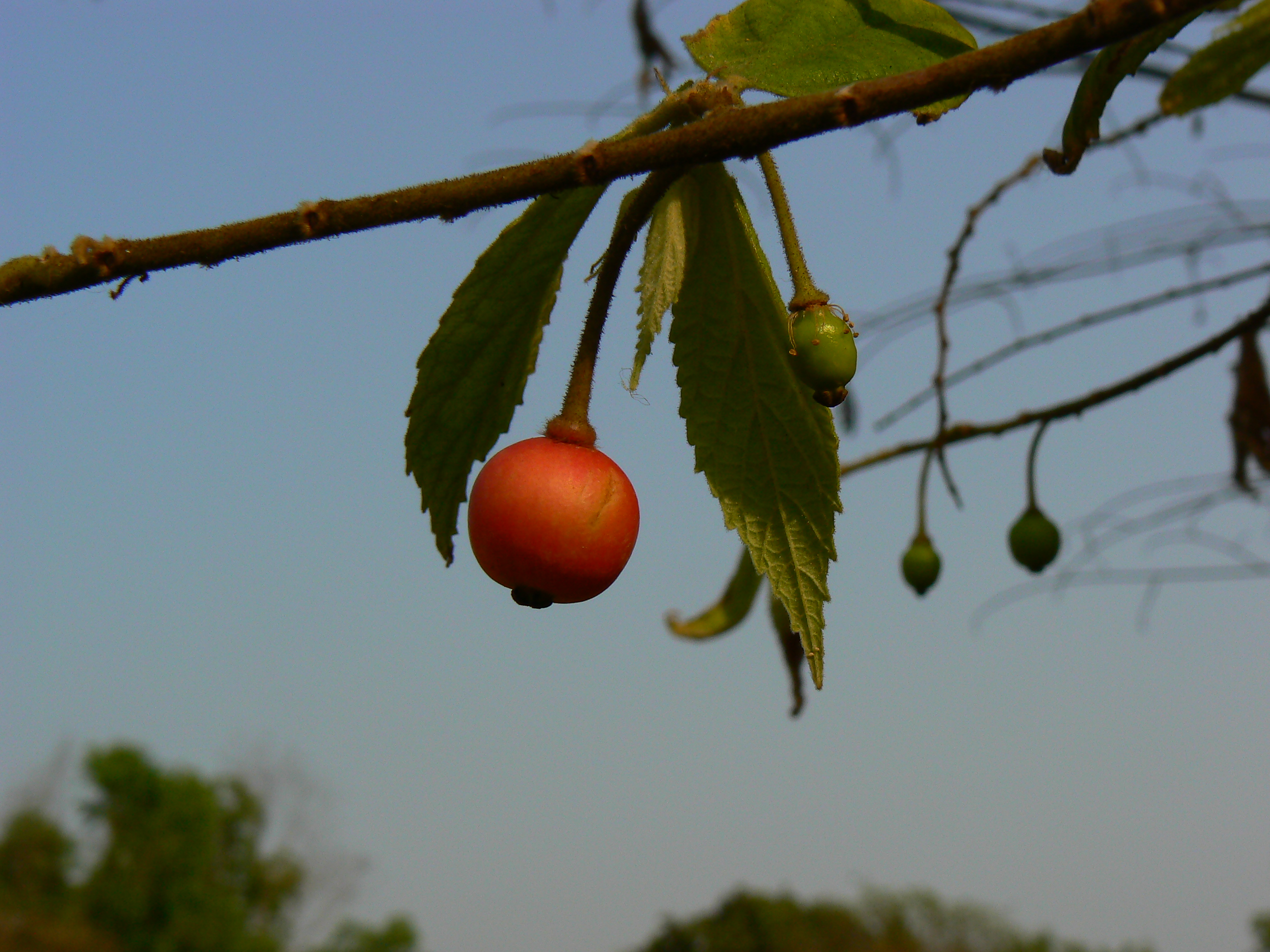
Frucht von Muntingia calabura

Im costa-ricanischen Nationalpark Santa Rosa vertilgten die Affen zu 77,8 % Früchte, zu 9,8 % Blüten, zu 7,3 % junge Blätter, zu 2,6 % Käfer und zu 1,3 % andere Insekten. Feigen hatten einen Anteil von 29,2 % außerdem wurden die süßen Früchte von Muntingia calabura gerne verspeist. Nur während des Beginns der Trockenzeit im Januar und Februar wurden vor allem Blätter verspeist (70 bis 80 % der aufgenommenen Nahrung). Der Fruchtanteil an der aufgenommenen Nahrung hat je nach Monat einen Anteil von 14 bis 100 %.

## Fortpflanzung

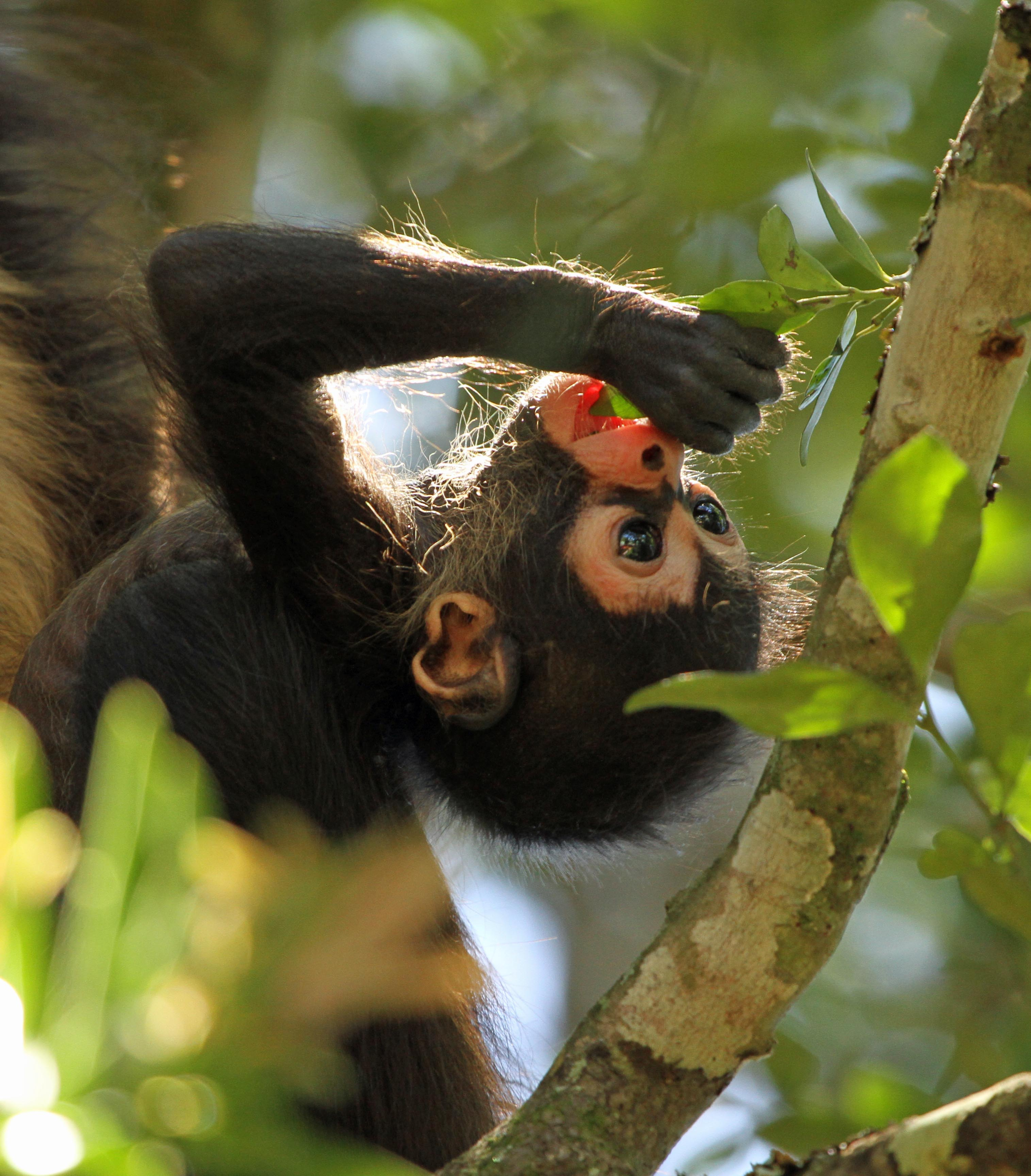
Jungtier

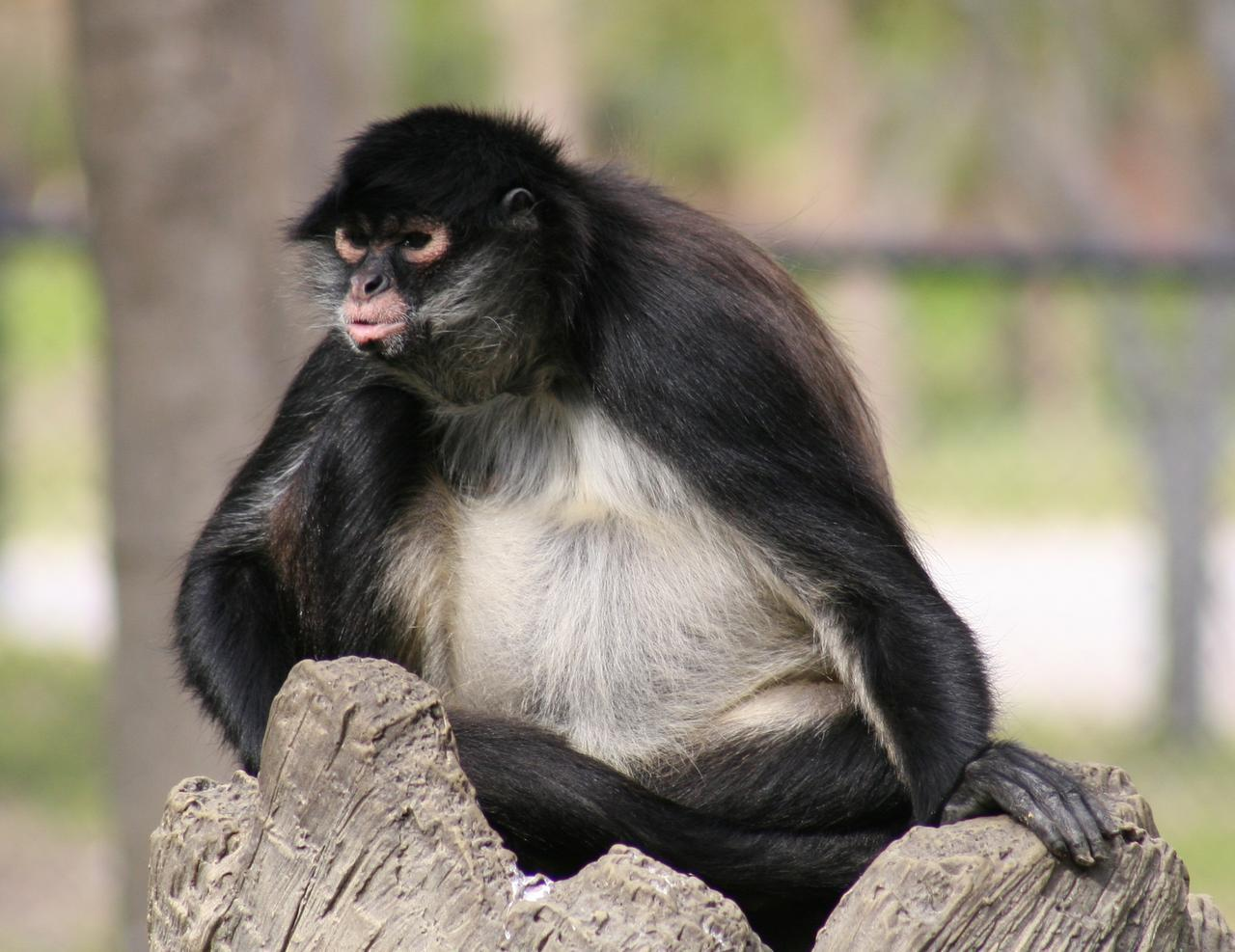
A. g. vellerosus

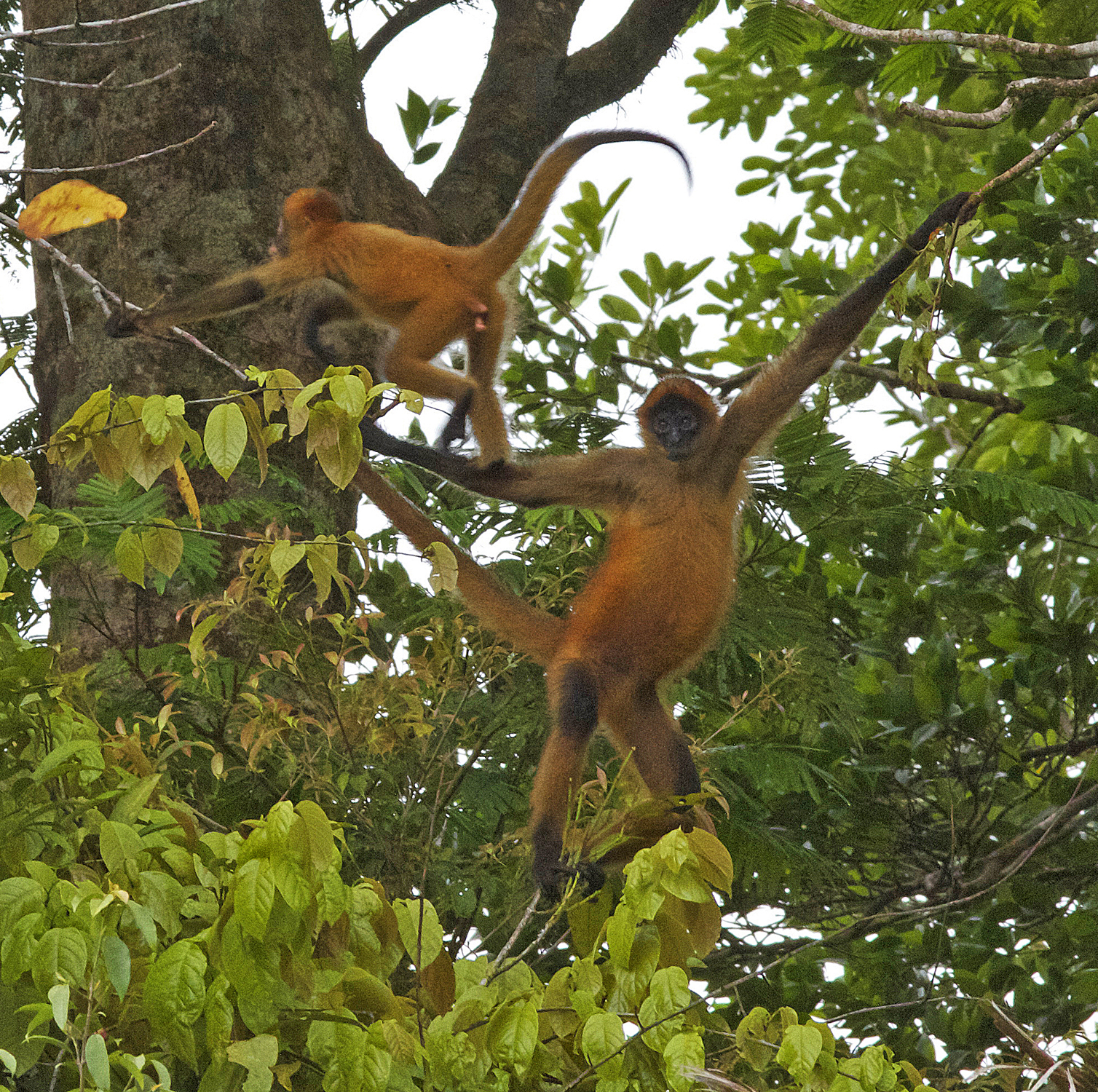
A. g. frontatus

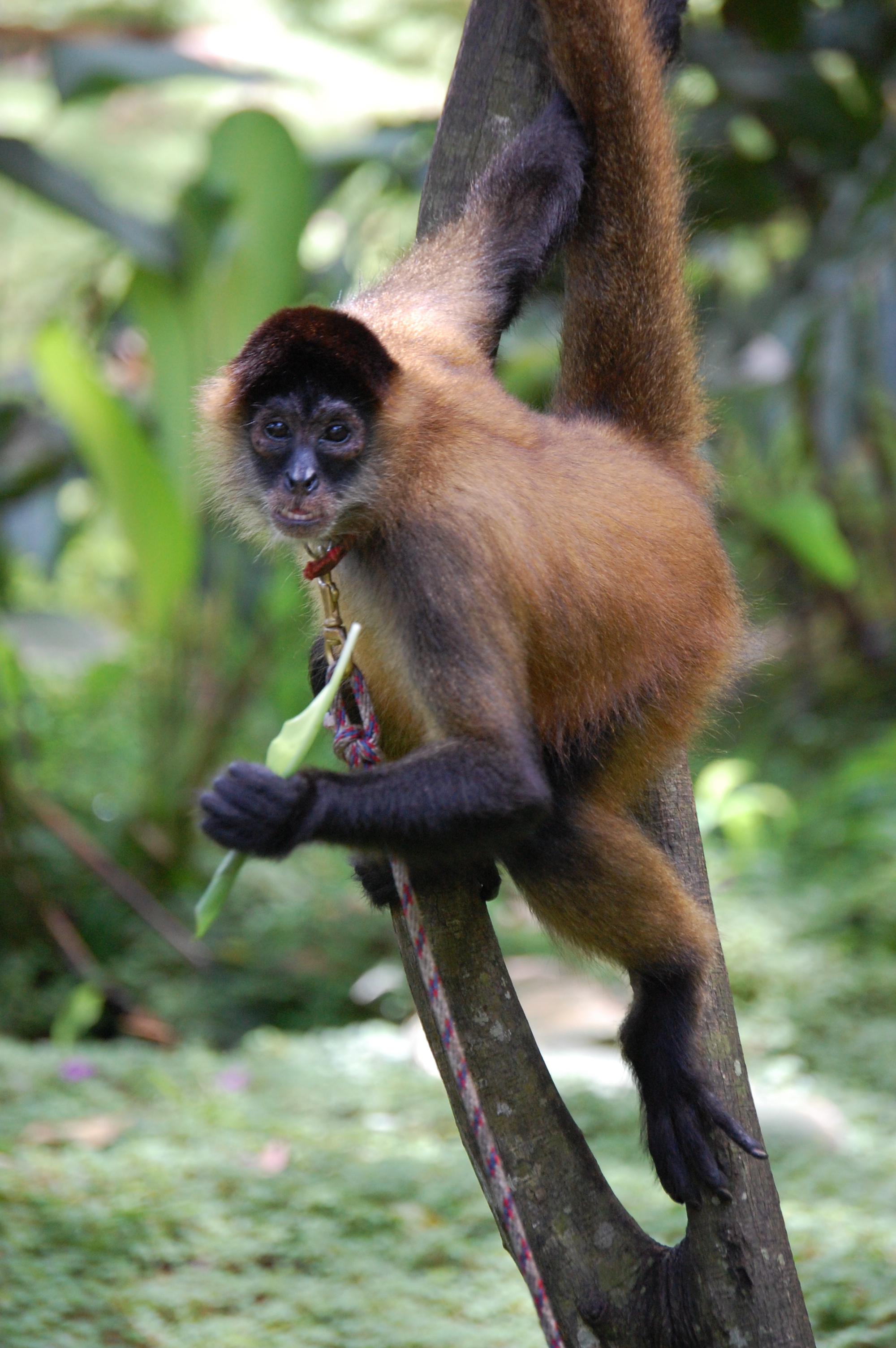
A. g. ornatus

Die Paarung kann das ganze Jahr über erfolgen, die meisten Geburten finden jedoch in der Trockenzeit (Dezember bis Mai) statt. Nach einer rund 230-tägigen Tragzeit bringt das Weibchen meist ein einzelnes Jungtier zur Welt. Dieses ist zunächst schwarz gefärbt, innerhalb der ersten fünf Monaten tritt die Erwachsenenfärbung zutage. Frühestens nach 24 Monaten werden wird das Junge entwöhnt, bleibt aber weiter nah bei der Mutter bis ein neues Jungtier geboren wird. Der Abstand zwischen zwei Geburten liegt in der Regel bei 32 bis 35 Monaten. Mit vier bis fünf Jahren werden Geoffroy-Klammeraffen geschlechtsreif und die Weibchen bekommen in der Regel ihr erstes Jungtier im Alter von sieben Jahren. Die Affen können bis zu 27 Jahre alt werden.

## Systematik
Der Geoffroy-Klammeraffe wurde 1820 durch den deutschen Naturforscher und Zoologen Heinrich Kuhl beschrieben. Er ist eine von sieben Arten der Gattung der Klammeraffen (Ateles). Es wurden mehrere Unterarten beschrieben, die teilweise nur in winzigen Populationen von einigen hundert Tieren vorkommen. Die Unterarten sind nicht gut gegeneinander abgegrenzt und bedürfen einer Revision.
Die Unterarten sind hier entsprechend ihrer Verbreitung von Nordwest nach Südost geordnet.
- Ateles geoffroyi vellerosus (Synonym: A. g. yucatanensis)[3] hat ein großes Verbreitungsgebiet, das sich vom Osten Mexikos (Osten von San Luis Potosí, Veracruz, Yucatán, Tabasco, Osten von Oaxaca und Chiapas) über Belize, Guatemala bis nach El Salvador und Honduras erstreckt. Mit Ausnahme eines hellen Bandes in der Lendenregion ist die Unterart auf dem Rücken schwarz bis dunkelbraun gefärbt. In starkem Kontrast dazu sind der Bauch und die Innenseiten der Gliedmaßen viel heller. Rund um die Augen zeigt A. g. vellerosus oft fleischfarbene, unbehaarte Haut.[4]

- Ateles geoffroyi frontatus, lebt im Norden und Westen Nicaraguas und im Nordwesten von Costa Rica. Die Unterart ähnelt farblich der Nominatform, ist aber dunkler.[5]

- Ateles geoffroyi geoffroyi, die Nominatform kommt im Süden Nicaraguas von San Juan de Nicaragua bis in die Umgebung von Managua- und Nicaraguasee in der Nähe der Pazifikküste vor und möglicherweise auch im Norden Costa Ricas. Rücken, Oberarme und Beine sind silbergrau bis braungrau. Die Brust ist ähnlich wie der Rücken gefärbt, der Bauch schimmert manchmal etwas golden. Ellbogen, Knie, Unterschenkel und Unterarme können grau oder schwärzlich sein. Hände und Füße sind immer schwarz.[6]

- Ateles geoffroyi ornatus (Synonym: A. g. panamensis) ähnelt ebenfalls der Nominatform, ist dunkler, der Rücken ist goldbraun und Gesicht, Kopfoberseite, die Außenseiten der Beine, die Unterarme, Hände und Füße sind schwarz. Die Bauchseite ist nicht wesentlich heller als der Rücken. Die Unterart kommt im zentralen und östlichen Costa Rica bis zu den Serranía de San Blas östlich des Panamakanals vor und hybridisiert im äußersten Osten des Verbreitungsgebietes mit dem Braunkopfklammeraffen (A. fusciceps).[7]

- Ateles geoffroyi azuerensis, ist nur aus Bergwäldern im Westen der panamaischen Halbinsel Azuero bekannt. Der Rücken ist graubraun und dunkler als die Bauchseite. Wie bei A. g. ornatus sind die Außenseiten der Beine schwarz, Kopfoberseite und Nacken können aber schwarz oder braunschwarz sein.[8]

- Ateles geoffroyi grisescens, soll im Süden Panamas entlang der Pazifikküste vorkommen, ist aber niemals in freier Wildbahn gesehen worden. Typusexemplar war ein in Gefangenschaft gehaltener Klammeraffe.[9]

In El Salvador existiert eine weitere Klade, die bisher nicht als eigenständige Unterart beschrieben wurde.

## Gefährdung
Der Geoffroy-Klammeraffe insgesamt sowie die Unterarten A. g. ornatus und A. g. vellerosus werden bei der IUCN als stark gefährdet (Endangered) gelistet, A. g. geoffroyi, A. g. azuerensis gilt als vom Aussterben bedroht (Critically Endangered) und A. g. frontatus ist gefährdet (Vulnerable). Hauptgrund für die Gefährdung ist der Verlust des Lebensraums durch Waldrodungen. Aufgrund dieser Zerstörungen ist die Gesamtpopulation in den letzten 45 Jahren um 50 % zurückgegangen. Eine geringere Rolle spielt die Bejagung, wobei hier sowohl die Fleisch- als auch die Heimtiernutzung im Vordergrund stehen. Große, ungestörte Wälder, in denen der Geoffroy-Klammeraffe vorkommt, existieren noch in Mexiko, Guatemala und Belize im Siedlungsgebiet der Maya, im Osten von Honduras und Nicaragua und entlang der Karibikküste von Panama sowie im Darién.
Es existieren verschiedene Schutzgebiete in ihrem Verbreitungsgebiet. In Mexiko wird A. g. vellerosus unter anderem im Nationalpark Palenque geschützt, A. g. yucatanensis kommt im Nationalpark Cañón del Sumidero vor. Einziges Schutzgebiet für A. g. geoffroyi ist der Nationalpark Arenal in Costa Rica. A. g. frontatus lebt in den Nationalparks Barra Honda, Guanacaste und Rincón de la Vieja und A. g. ornatus kommt in den Nationalparks Braulio Carrillo, Cahuita, Chirripó, Corcovado und Manuel Antonio vor. Von A. g. azuerensis sollen nur noch 145 Individuen existieren.

## Belege
1. 1 2 3 4 5 6 7 8  
Anthony B. Rylands, Russell A. Mittermeier, Fanny M. Cornejo, Thomas R. Defler, Kenneth E. Glander, William R. Konstant, Liliam P. Pinto & Maurício Talebi: Family Atelidae (Howlers, Spider and Woolly Monkeys and Muriquis), Seite 537 in Russell A. Mittermeier, Anthony B. Rylands & Don E. Wilson: Handbook of the Mammals of the World: Primates: 3. ISBN 978-84-96553-89-7
2. ↑  Christina J. Campbell, Aleksey Maro, Victoria Weaver und Robert Dudley: Dietary ethanol ingestion by free-ranging spider monkeys (Ateles geoffroyi). The Royal Society Publishing, März 2022, doi: 10.1098/rsos.211729
3. 1 2  
Alba L. Morales-Jiménez, L. Cortés-Ortiz, A. Di Fiore: Phylogenetic relationships of Mesoamerican spider monkeys (Ateles geoffroyi): Molecular evidence suggests the need for a revised taxonomy. Molecular Phylogenetics and Evolution, Band 82, Part B, Januar 2015, S. 484–494, doi: 10.1016/j.ympev.2014.08.025
4. 1 2  
Rosales-Meda, M., Cortes-Ortíz, L., Canales Espinosa, D., Marsh, L.K., Rylands, A.B. & Mittermeier, R.A. 2020. Ateles geoffroyi ssp. vellerosus. The IUCN Red List of Threatened Species 2020: e.T160872795A17979441. doi: 10.2305/IUCN.UK.2020-3.RLTS.T160872795A17979441.en. Abgerufen am 2. August 2022.
5. 1 2  
Solano, D., Williams-Guillén, K. & Cortes-Ortíz, L. 2020. Ateles geoffroyi ssp. frontatus. The IUCN Red List of Threatened Species 2020: e.T2280A17979622. doi:10.2305/IUCN.UK.2020-2.RLTS.T2280A17979622.en. Abgerufen am 2. August 2022.
6. 1 2  
Williams-Guillén, K., Solano, D. & Cortes-Ortíz, L. 2020. Ateles geoffroyi ssp. geoffroyi. The IUCN Red List of Threatened Species 2020: e.T43901A17979679. doi: 10.2305/IUCN.UK.2020-2.RLTS.T43901A17979679.en. Abgerufen am 2. August 2022.
7. 1 2  
Solano, D., Cortes-Ortíz, L. & Méndez-Carvajal, P. 2020. Ateles geoffroyi ssp. ornatus. The IUCN Red List of Threatened Species 2020: e.T2289A17979560. doi: 10.2305/IUCN.UK.2020-2.RLTS.T2289A17979560.en. Abgerufen am 2. August 2022.
8. 1 2  
Méndez-Carvajal, P.G. & Cortes-Ortíz, L. 2020. Ateles geoffroyi ssp. azuerensis (errata version published in 2021). The IUCN Red List of Threatened Species 2020: e.T2286A195990183. doi: 10.2305/IUCN.UK.2020-2.RLTS.T2286A195990183.en. Abgerufen am 2. August 2022.
9. ↑  
Méndez-Carvajal, P. & Cortes-Ortíz, L. 2020. Ateles geoffroyi ssp. grisescens. The IUCN Red List of Threatened Species 2020: e.T2287A17979753. doi: 10.2305/IUCN.UK.2020-2.RLTS.T2287A17979753.en. Abgerufen am 2. August 2022.
10. ↑  IUCN-Eintrag zu Ateles geoffroyi